# La Baule-Escoublac
La Baule-Escoublac – miasto i gmina we Francji, w regionie Kraj Loary, departamencie Loara Atlantycka, okręgu Saint-Nazaire oraz kantonie La Baule-Escoublac.
Miejscowość turystyczna i wypoczynkowa, położona bezpośrednio nad Oceanem Atlantyckim, wchodząca w skład tzw. Miłosnego Wybrzeża (Côte d’Amour). Początek zorganizowanej turystyki w mieście datuje się od końca XIX wieku.
Według danych z 2013 roku gmina zajmowała powierzchnię 22,19 km², a zamieszkiwało ją 15 456 osób.
W pobliżu La Baule-Escoublac znajduje się brytyjski cmentarz wojenny z II wojny światowej, na którym pochowano m.in. ofiary zatopienia liniowca RMS Lancastria (największa katastrofa morska w brytyjskiej historii, w której zginęło ponad 4000 ludzi), poległych w rajdzie na Saint-Nazaire oraz zestrzelonych w okolicy lotników. W sumie znajduje się tam 325 grobów (255 oznakowanych), w tym trzy polskie.
Miejscowość słynie z 12-kilometrowej plaży.
Miejscowy, pięciogwiazdkowy „Hôtel Barrière L’Hermitage” został bazą pobytową reprezentacji Polski podczas piłkarskich Mistrzostw Europy 2016.

## Miasta partnerskie
- Nowy Sącz (od 2005)
- Homburg (od 1984)
- Inverness (od 1989)
- Vila Real de Santo António (od 2006)